# Thomas Bliesener
Thomas Bliesener (* 1958 in Gütersloh) ist ein deutscher Psychologe und Kriminologe. Er ist Inhaber einer Professur für Interdisziplinäre kriminologische Forschung an der Georg-August-Universität Göttingen und derzeit (Stand 2024) abgeordnet zur Leitung des
Kriminologischen Forschungsinstituts Niedersachsen (KFN).

## Werdegang und Wirken
Bliesinger studierte Psychologie, Mathematik und Soziologie an der Universität Bielefeld und schloss 1985 als Diplom-Psychologe ab. Danach war er in Bielefeld drei Jahre wissenschaftlicher Mitarbeiter am Sonderforschungsbereich Prävention und Intervention im Kindes- und Jugendalter. 1988 wurde er promoviert. Von 1989 bis 200 war er erst Akademischer Rat, dann Akademischer Oberrat an der Friedrich-Alexander-Universität Erlangen-Nürnberg. Dort wurde er 1994 habilitiert (Lehrbefugnis für die gesamte Psychologie). Bis März 1997 folgte die Vertretung einer Professur (Psychologie für Wirtschaftspädagogen) in Erlangen-Nürnberg. Seit April 2000 war Bliesener Professor an der Christian-Albrechts-Universität zu Kiel, erst für ein Semester als Vertretung der Professur für Entwicklungspsychologie und Pädagogische Psychologie, dann für knapp 15 Jahre als Professor für Entwicklungspsychologie, Pädagogische und Rechtspsychologie. Seit April 2015 ist er an der Universität Göttingen, wurde aber sogleich als Direktor des KFN abgeordnet.
Blieseners Forschungsschwerpunkte sind: Entwicklung von Aggression, Gewalt und Kriminalität über die Lebensspanne; Prävention und Intervention bei Störungen des Sozialverhaltens; Aggression und Gewalt in Familie, Schule sowie Einrichtungen der Jugendpflege und der Resozialisierung; Analyse von Prozessen in Institutionen der Strafrechtspflege.

## Schriften (Auswahl)
- Mitherausgeber: Fehler und Wiederaufnahme im Strafverfahren. Eine bundesweite empirische Studie anhand von Strafakten. Nomos, Baden-Baden 2024, ISBN 978-3-7560-1581-8.
- Mitherausgeber: Lehrbuch Rechtspsychologie. 2. Auflage, Hogrefe, Bern 2023, ISBN 978-3-456-86116-6.
- Mitherausgeber: Antisocial behavior and crime. Contributions of developmental and evaluation research to prevention and intervention. Hogrefe, Göttingen 2012, ISBN 978-0-88937-424-9.